# Pozuel del Campo
Pozuel del Campo – gmina w Hiszpanii, w prowincji Teruel, w Aragonii, o powierzchni 27,85 km². W 2011 roku gmina liczyła 90 mieszkańców.